# Goniosoma calcariferum
Goniosoma calcariferum is een hooiwagen uit de familie Gonyleptidae.